# Vahine no te tiare (Vrouw met een bloem)
Vahine no te tiare (Vrouw met een bloem) (Frans: La femme à la fleur) is een schilderij uit 1891 van Paul Gauguin. Hij maakte het op Tahiti. Het werk maakt deel uit van de collectie van de Ny Carlsberg Glyptotek in Kopenhagen.

## Voorstelling
Gauguin kwam in juni 1891 aan op Tahiti. In zijn boek Noa noa beschrijft hij hoe enige tijd later een nieuwsgierige buurvrouw zijn hut binnenkwam. Hij wilde al langer haar portret schilderen en begon daarom direct te schetsen. Toen de vrouw dit merkte, liep ze weg, maar keerde kort daarna terug gekleed in een Europese jurk. Dit type kleding was door Franse missionarissen geïntroduceerd op het eiland. Boven haar oor droeg ze een tiare, de nationale bloem van Tahiti die ook voor parfum wordt gebruikt.

Ze was ze niet erg mooi volgens onze esthetische regels. Maar ze was knap. Al haar gelaatstrekken droegen bij aan een Rafaeliaanse harmonie door de samenkomst van de rondingen, en haar mond was gemaakt door een beeldhouwer die in een enkele lijn al de vreugde en lijden weet te leggen.

De achtergrond, rood en geel, is versierd met gestileerde bloemen, net zoals Gauguin dat eerder had gedaan in het Zelfportret met portret van Émile Bernard. Dit decoratieve effect geeft ook balans aan de compositie. De gele achtergrond dient om de bruine kleur van het gezicht van de vrouw te benadrukken.
Gauguin was naar Tahiti gereisd in de hoop hier een onbedorven paradijs te vinden. In werkelijkheid waren de Europese invloeden er al lang doorgedrongen. Het schilderij brengt deze culturele verschillen samen, de westerse kunstzinnige verfijning en de natuurlijke waardigheid van de oorspronkelijke bewoners. Het is in dit opzicht paradoxaal dat Gauguins buurvrouw westerse kleding aantrok voor haar portret, terwijl de schilder zelf juist de traditionele Tahitiaanse kleding ging dragen.
Het schilderij inspireerde M. Vasalis tot het schrijven van een gedicht met dezelfde titel dat in haar debuutbundel zou verschijnen.

## Herkomst
Vahine no te tiare was het eerste Tahitiaanse portret dat Gauguin naar Europa stuurde. Hij schreef aan zijn vriend Daniel de Monfreid dat het zeker goed zou kunnen verkopen, omdat het iets compleet nieuws was.
Het schilderij kwam in bezit van Wilhelm Hansen, oprichter van museum Ordrupgaard. In 1917 werd het gekocht door Helge Jacobsen, zoon van de brouwer Carl Jacobsen, de oprichter van de Glyptotek. Hij schonk het schilderij aan het museum, waar het in 1927 terechtkwam.

## Afbeelding

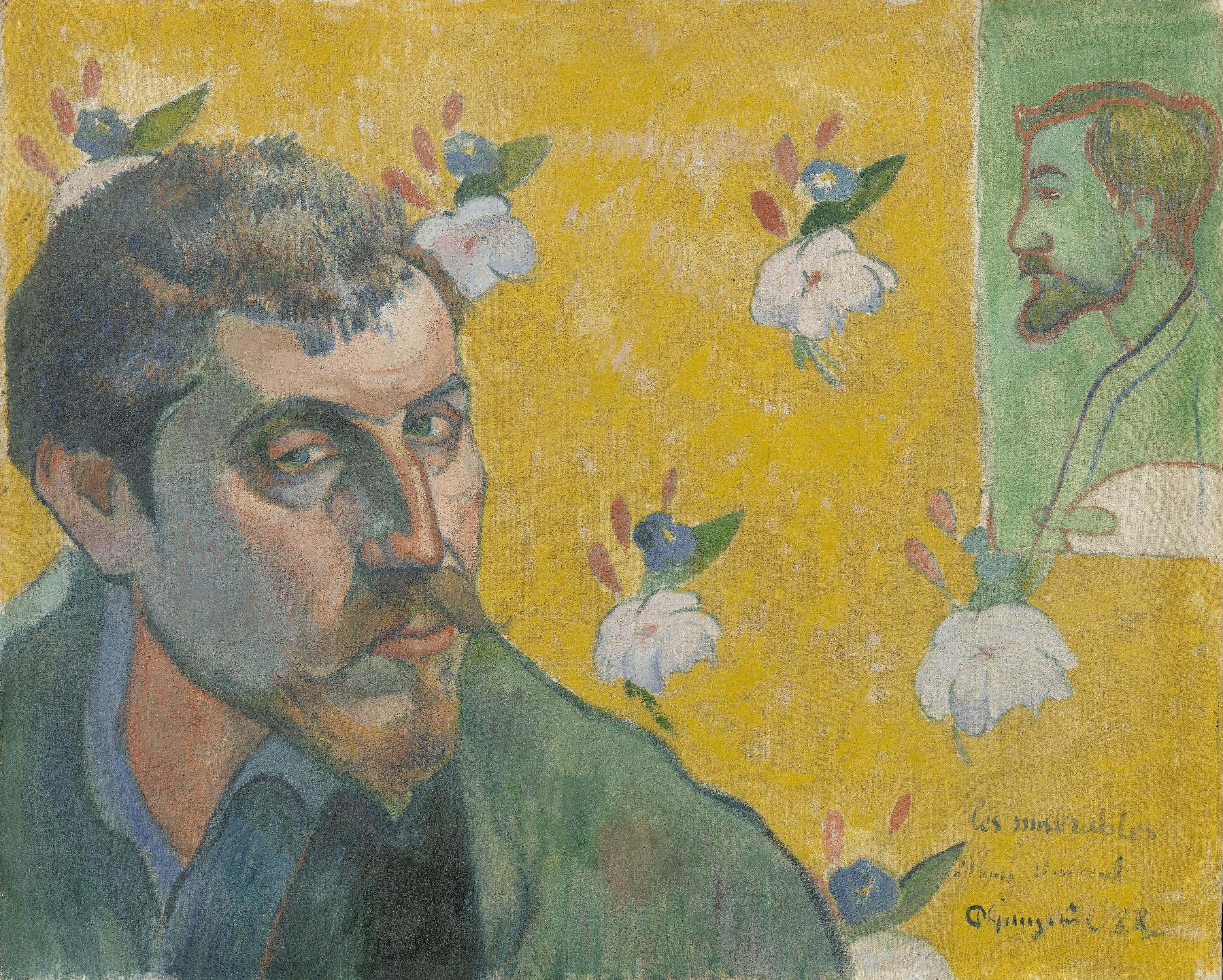
Zelfportret met portret van Émile Bernard (Les misérables) uit 1888